# Die Undankbare
Die Undankbare ist ein bayerischer Heimatfilm von Franz Josef Wild von 1980 und die Fortsetzung des 1975 ausgestrahlten Fernsehfilms Der Wohltäter. Der Film spielt in Aßling im Landkreis Ebersberg. Die Hauptakteure werden in dieser Fortsetzung von Dietlinde Turban, Hans Joachim Grau, Walter Kohut, Elisabeth Karg, Silvia Janisch und Michael Schwarzmaier verkörpert und damit von komplett anderen Schauspielern als im Ausgangsfilm.  

## Handlung
Eine junge Frau will wissen, wer für den Tod ihrer Eltern verantwortlich ist. Vor mittlerweile zehn Jahren verloren die kleine Sonja und ihr Bruder Niki Schmitt durch einen Autounfall die Eltern. Bürgermeister Gassner sorgte damals für die Unterbringung der beiden. Sonja kehrt nun in ihren Heimatort zurück, um den Tod ihrer Eltern aufzuklären. Sie gibt Bürgermeister Gassner die Schuld, bis sie die ganze Wahrheit erfährt.

## Produktion, Veröffentlichung
Der Fernsehfilm Die Undankbare wurde vom Bayerischen Rundfunk produziert. Drehorte waren Aßling sowie umliegende Ortschaften wie Lampferding in der Gemeinde Tuntenhausen und Wasserburg am Inn. Für die Ausstattung war Hans Gailling verantwortlich. 
Die Erstausstrahlung des Fernsehspiels fand am 18. Oktober 1980 im Programm Das Erste der ARD statt. Bei der Erstausstrahlung konnte der Film 31 % Sehbeteiligung verbuchen.

## Kritik
TV Spielfilm zeigte für Die Undankbare einen waagerechten Daumen, gab für Anspruch und Spannung jeweils einen von drei möglichen Punkten und zog das Fazit, der Film sei „etwas steif und gefühlsduselig“.
In der Fernsehzeitschrift Gong Nr. 44 von 1980, Seite 25, erhielt der Film drei von sechs möglichen Punkten. Die Rede war von einer „unglaubhafte[n] Story, aber gut gespielt“. Weiter hieß es: „Etwas mühsam folgte man dieser streckenweise überkonstruierten Geschichte um den späten Rachefeldzug einer jungen Waise an dem vermeintlichen ‚Mörder‘ ihrer Eltern. Minutenlang wurde hier dörfliches Treiben gezeigt, ohne dass dies für die Handlung wichtig gewesen wäre. Gelungen dagegen ihr Hintersinn: die Relativierung des Begriffes ‚Schuld‘. Es wimmelte geradezu von ‚unschuldig Schuldigen‘. Besonders eindrucksvoll Walter Kohut als karrieresüchtiger Bürgermeister (stilwidrig: in österreichischer Mundart) und Dietlinde Turban in der Hauptrolle.“
In der Hörzu Nr. 44 von 1980, Seite 75, wurde lobend ausgeführt: „Drama im Bayern-Dorf. Gleich zu Anfang ist klar, wer schuld war am Tod von Sonja Schmitts Eltern. Kein Krimi also. Aber der starre Racheengel (Dietlinde Turban), der nach zehn Jahren ins bayerische Dorf zurückgekehrt, um seinen ‚Wohltäter‘ zu entlarven, setzt ein Schuld-und-Sühne-Drama nach fast klassischem Muster in Gang. Und das schafft, von Regisseur Wild erst langsam, dann immer schneller ins Bild gesetzt, seelische Spannungen, die den Zuschauer voll entschädigen. Vor allem dank des ausgezeichneten Drehbuchs (Käthe Braun) eine neue, anspruchsvolle Art der Samstagabend-Unterhaltung.“